# Vladimir Ivanovič Bel'skij

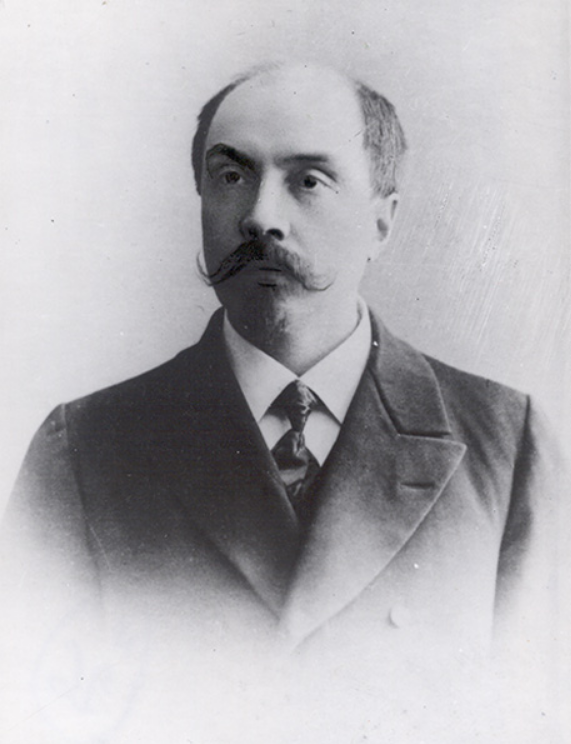
Vladimir Bel'skij, ca. 1900

Vladimir Ivanovič Bel'skij (in russo Владимир Иванович Бельский?; Troki, 2 aprile 1866 – Heidelberg, 28 febbraio 1946) è stato un poeta e librettista russo.

## Biografia
Vladimir Bel'skij studiò all'università di San Pietroburgo sia giurisprudenza che scienze naturali. Era un eccellente matematico ed un profondo conoscitore della storia russa e della letteratura russa antica, nonché un grande appassionato di musica. Nel 1894 fece conoscenza con Nikolaj Rimskij-Korsakov, di cui apprezzava molto la musica e per il quale scrisse i libretti delle opere Sadko, La fiaba dello zar Saltan, La leggenda dell'invisibile città di Kitež e della fanciulla Fevronija e Il gallo d'oro. Dopo la rivoluzione russa emigrò, e visse in Jugoslavia ed in Germania.